# Puente de amor
Puente de amor é uma telenovela mexicana, produzida pela Televisa e exibida em 1969 pelo Telesistema Mexicano.

## Elenco
- Ernesto Alonso
- Beatriz Baz
- Chela Castro
- Yolanda Ciani